# Eddie Cano
Eddie Cano, pseudonimo di Edward Cano (Los Angeles, 6 giugno 1927 – Los Angeles, 30 gennaio 1988), è stato un compositore, pianista di musica afrocubana e latino-americana jazz statunitense.

## Primi anni
Cano nacque a Los Angeles il 6 giugno 1927. Sua madre era messicano-americana e suo padre, un chitarrista bassista, era messicano. Il nonno di Cano aveva suonato con l'Orchestra Filarmonica di Città del Messico. Cano ebbe lezioni di pianoforte classico dall'età di cinque anni. Ebbe anche una formazione per il basso guidata da suo nonno ed altri, così come lezioni di trombone. Iniziò a lavorare in gruppi locali, suonando nei locali notturni, nel 1943.

## Vita successiva e carriera
Dopo due anni nell'esercito dal 1945, suonò in una band guidata da Miguelito Valdés. Presto incontrò il cantante Herb Jeffries, con il quale collaborò periodicamente per il decennio successivo. Cano guidò le proprie band dal 1948, oltre al lavoro di sideman. Negli anni '50 e '60 Cano ha diretto album per diverse etichette, tra cui Atco, Reprise e RCA. Ha anche usato la danza contemporanea per promuovere se stesso.
Cano ha composto un gran numero di pezzi. "Mentre molti dei suoi colleghi si concentravano sull'impareggiabile spinta dei ritmi latini, Cano difficilmente ignorava questa componente, ma sembrava ugualmente intenzionato a enfatizzare il tipo di strutture armoniche e melodiche complesse e provocatorie associate al jazz moderno."
Cano morì a Los Angeles il 30 gennaio 1988, apparentemente per un infarto.

## Stile di suono
Cano è stato influenzato da Noro Morales e Erroll Garner. All'interno di una performance, spesso cambiava "stili dal latino, con sezione ritmica latina, allo straight jazz, accompagnato da batteria".